# De Aar
De Aar este un oraș din provincia Noord-Kaap, Africa de Sud.